# When You're Lost in the Darkness
"When You're Lost in the Darkness" é o episódio de estreia da série de televisão norte-americana de drama pós-apocalíptica The Last of Us. Ele foi escrito pelos criadores da série, Craig Mazin e Neil Druckmann, e dirigido por Mazin. Com 81 minutos de duração, o episódio foi exibido originalmente pelo canal HBO nos Estados Unidos em 15 de janeiro de 2023. A trama apresenta o personagem Joel (Pedro Pascal), cuja filha Sarah (Nico Parker) é morta durante o caos de uma pandemia global causada por um vírus fúngico que transforma suas vítimas em criaturas violentas sedentas por sangue. Vinte anos depois, Joel e sua parceira Tess (Anna Torv) partem para encontrar o irmão de Joel, Tommy (Gabriel Luna), e são encarregados de contrabandear a jovem Ellie (Bella Ramsey) em troca de suprimentos. 
O diretor original do episódio, Johan Renck, desistiu do projeto por conflitos de agenda em razão da pandemia de COVID-19. Seu sucessor, Kantemir Balagov, deixou o projeto por divergências criativas e foi substituído por Mazin. Originalmente, "When You're Lost in the Darkness" foi escrito no formato de dois episódios, que foram combinados pois os executivos da HBO sentiram que o então primeiro episódio não faria os espectadores retornarem na semana seguinte. Mazin e Druckmann escreveram cenas adicionais para expandir o mundo e permitir que os espectadores tivessem empatia por seus personagens. As filmagens da série tiveram início em Calgary, Alberta, em julho de 2021.
O episódio recebeu aclamação universal pela crítica, com vários elogios referentes ao seu roteiro, direção e as atuações de Pascal, Ramsey, Parker e Torv. Ele foi assistido por 4,7 milhões de espectadores na estreia. Dois dias depois, o número aumentou para mais de 10 milhões de audiência.

## Enredo
Durante um talk show no ano de 1968, os epidemiologistas Dr. Newman (John Hannah) e Dr. Schoenheist (Christopher Heyerdahl) discutem as possíveis causas de uma potencial pandemia global em massa. Neuman sugere que os fungos, como o Cordyceps, são uma ameaça muito maior do que qualquer vírus ou bactéria, uma vez que não existe tratamento preventivo ou cura para uma infecção fúngica. Schoenheiss aponta a impossibilidade de infecção fúngica em humanos devido à incapacidade dos fungos de sobreviver ao alto calor corporal. Neuman concorda, mas observa que os fungos poderiam evoluir para superar esse obstáculo na medida em que o mundo ficasse mais quente e conclui que, a partir deste ponto, a humanidade não sobreviveria.
Em 2003, Joel (Pedro Pascal) mora com sua filha Sarah (Nico Parker) e seu irmão Tommy (Gabriel Luna) em Austin, Texas, e trabalha com construção civil. Sarah paga para consertar o relógio de Joel em seu aniversário. Ela adormece enquanto assiste a um filme e Joel sai para pagar uma fiança e tirar Tommy da cadeia. Sarah acorda algumas horas depois e encontra seus vizinhos mortos, sendo que um deles virou uma criatura canibal. Joel volta para casa com Tommy e mata a criatura. Enquanto Joel, Tommy e Sarah fogem em meio a uma multidão de pessoas em pânico, os destroços de um avião acidentado atingem e viram o caminhão de Tommy. Joel tenta correr para o rio com Sarah, mas é encurralado por um soldado armado que atira neles. Tommy mata o soldado, mas Sarah é mortalmente ferida e morre nos braços de Joel.
Em 2023, vinte anos após a pandemia de fungos Cordyceps devastar a civilização humana, Joel vive em uma zona de quarentena militar situada nas ruínas de Boston, Massachusetts, administrada pela Agência Federal de Resposta a Desastres (FEDRA). Ele e sua parceira Tess (Anna Torv) se sustentam vendendo contrabando para civis e militares. Joel planeja sair da zona de quarentena e viajar até Wyoming em busca de Tommy, com quem perdeu contato há várias semanas. Joel e Tess tentam comprar uma bateria de carro de um comerciante local, mas ela é vendida para os Vaga-Lumes, um grupo de resistência que luta contra a FEDRA. Tentando recuperá-la, eles descobrem que o negócio deu errado e a líder ferida dos Vaga-Lumes, Marlene (Merle Dandridge), implora a Joel e Tess para levarem a jovem Ellie (Bella Ramsey) até o Capitólio Estadual de Massachusetts e entregá-la aos Vaga-Lumes em troca de suprimentos, incluindo um carro para ajudar Joel a encontrar Tommy.
Joel e Tess aceitam o trabalho. Logo após o início do toque de recolher, o trio espera até o anoitecer para escapar da zona de quarentena. Durante a fuga, eles são pegos por um soldado e forçados a fazer uma verificação de contaminação. Enquanto Joel e Tess tentam negociar com o soldado, Ellie o esfaqueia na perna. O soldado ameaça atirar em Ellie, lembrando Joel da morte de Sarah; ele espanca o soldado até a morte. A leitura do scanner revela que Ellie está infectada, mas ela promete a eles que não se transformou desde que foi mordida há três semanas atrás. Joel, Tess e Ellie entram em uma área de contaminação biológica no distrito comercial de Boston para fugir dos soldados da FEDRA que os perseguem.

## Produção

### Antecedentes e escrita
The Last of Us foi criada por Craig Mazin e Neil Druckmann, sendo baseada no jogo eletrônico de 2013. Druckmann escreveu e serviu como o diretor criativo do jogo. Em março de 2020, foi anunciado que uma adaptação para a televisão estava em fase de planejamento no canal HBO, e a série recebeu sinal verde em novembro. Johan Renck, colaborador de Mazin na minissérie Chernobyl, foi anunciado como produtor executivo e diretor do episódio piloto em junho de 2020; ele desistiu em novembro devido a conflitos de agenda em razão da pandemia de COVID-19. Em janeiro de 2021 sua função de diretor foi passada para Kantemir Balagov, que estava interessado em adaptar o jogo há anos e foi escalado para dirigir vários dos primeiros episódios. Em outubro de 2022, Balagov declarou que havia deixado o projeto um ano antes devido a diferenças criativas e que seu trabalho não seria apresentado no programa. O Sindicato dos Diretores do Canadá revelou que Mazin foi designado para dirigir um episódio em agosto de 2021, que posteriormente foi revelado como sendo o episódio piloto. Mazin e Druckmann escreveram o episódio e o Rotten Tomatoes revelou seu título em dezembro de 2022.
Originalmente, o episódio foi escrito no formato de dois episódios; o primeiro teria terminado logo após o salto de vinte anos. Entretanto, os executivos da HBO sentiram que o então primeiro episódio não captaria os espectadores a ponto de retornarem a assistir a continuação na semana seguinte, principalmente devido ao uso limitado da Ellie.:22:27 Mazin apresentou a cena de abertura para Druckmann duas vezes. A ideia original deles era criar sua própria versão de um clipe educacional da série de documentários Planet Earth, que serviu de inspiração para o jogo, mas eles acharam entediante. O conceito do talk show na televisão foi inspirado no The Dick Cavett Show; Mazin escreveu o roteiro como se tivesse encontrado a transcrição de um episódio de 1969. No começo Druckmann hesitou, mas abriu-se à ideia quando a produção principal estava chegando ao fim. Ele o achou eficaz tanto como uma introdução educacional quanto como uma contextualização de eventos futuros, principalmente para os fãs do jogo para os quais o aberto é um desvio.:8:43 Mazin considerou isso uma referência à pandemia de COVID-19, demonstrando aos telespectadores que vírus similares já se surgiram antes e provavelmente surgirão novamente.:10:54 Ele pegou essa abordagem emprestada do seu trabalho ao escrever Chernobyl, sugerindo que a humanidade sabia dos riscos em potencial há algum tempo.
Mazin e Druckmann escreveram cenas adicionais com Sarah para permitir que os espectadores simpatizassem com ela, imitando a sequência de abertura do jogo, na qual os jogadores assumem brevemente o controle de Sarah. Algumas cenas rápidas foram escritas para sugerir sua personalidade e fazer os espectadores questionarem seu futuro caso ela tivesse sobrevivido. Druckmann considerou que a demonstração de um surto do ponto de vista de uma criança era única. Os roteiristas experimentaram diferentes motivos para Joel deixar Sarah em sua casa; eles descobriram que Tommy estar na prisão permitiu que eles construíssem o mundo e os personagens simultaneamente. Mazin recriou a morte de Sarah semelhante a como acontece no jogo para lembrar os jogadores da cena; Luna também se inspirou na "geometria física" da interpretação de Tommy no jogo que foi feita por Jeffrey Pierce. As primeiras cenas do episódio usam as canções "Tomorrow" de Avril Lavigne e "White Flag" de Dido. Tanto a cena final quanto os créditos apresentam a música "Never Let Me Down Again" da banda Depeche Mode; Mazin escolheu a música devido à sua mistura de sons otimistas e letras sombrias. Ele sentiu que o título se referia ao relacionamento entre Joel e Ellie, e declarou que ela iria ser repetida posteriormente na temporada de uma maneira diferente.:40:25

### Escolha do elenco e personagens
A escolha do elenco aconteceu por meio de uma transmissão virtual no Zoom devido à pandemia de COVID-19. No dia 10 de fevereiro de 2021, os atores Pedro Pascal e Bella Ramsey foram escalados respectivamente como Joel e Ellie. Os produtores buscaram principalmente atores que pudessem incorporar Joel e Ellie individualmente, bem como imitar seu relacionamento.14:42 Pascal foi escalado como Joel devido à sua capacidade de retratar um personagem complicado, torturado e vulnerável que suprime suas emoções até que seja necessário. Não habituado a jogar jogos eletrônicos, Pascal assistiu seu sobrinho jogar o início do primeiro jogo porque ele não tinha habilidade para jogar sozinho; ele achou Joel "tão impressionante", mas ele estava preocupado em imitar os jogos muito fielmente, em vez de escolher "criar uma distância saudável" e permitir que os showrunners decidissem a caracterização. Mais de cem atrizes foram consideradas para interpretar Ellie; os produtores buscaram uma artista que pudesse retratar uma personagem engenhosa, peculiar e potencialmente violenta. Ramsey foi encorajada a não jogar o jogo após sua audição para evitar replicar o desempenho original, em vez disso, assistiu a algumas gameplays no YouTube para "ter uma noção". Ramsey, que é inglesa, aprendeu um sotaque americano para o papel. A escalação de Nico Parker como Sarah foi anunciada em 30 de junho de 2021.
A escalação de Nico Parker como Sarah foi anunciada em 30 de junho de 2021, e foi seguida pela de Torv como Tess em 22 de julho. Parker havia assistido a vários vídeos do jogo alguns anos antes de conseguir o papel. Ela queria "ficar longe da versão do jogo" e fornecer sua própria interpretação da personagem; ela se sentiu intimidada com a perspectiva de retratar a morte de Sarah devido ao seu impacto no jogo. Pascal sentiu um vínculo instantâneo com Parker, com quem filmou as cenas primeiro. A escalação de Luna como Tommy foi anunciada em 15 de abril de 2021, enquanto a confirmação de que Dandridge reprisaria seu papel de Marlene nos jogos eletrônicos aconteceu em 27 de maio.

### Filmagens
Ksenia Sereda foi a diretora de fotografia do episódio. As filmagens tiveram início em Calgary, Alberta, em 12 de julho de 2021, uma semana depois do previsto originalmente. As filmagens em High River ocorreram nas noites de 13 a 19 de julho. A cidade foi usada como cul-de-sac para a cena de Joel e Sarah, os prédios pelos quais eles fogem dos infectados e a casa em chamas pela qual eles passam. As filmagens foram realocadas para Fort Macleod de 19 a 24 de julho, após meses de ensaios e preparações, incluindo empresas de votação e residentes; vitrines foram alteradas para se adequarem ao show.
A sequências de filmagem dentro do carro foi feita durante a noite ao longo de quatro semanas em Fort Macleod, e usou centenas de figurantes; vários atores de fundo criaram suas próprias histórias e momentos de forma breve. As filmagens exigiram uma montagem na qual um dublê controlasse o movimento de um bugue no topo do veículo, permitindo que Sereda se movimentasse totalmente atrás do carro. A sequência foi escrita no roteiro como uma tomada longa. Mazin disse que a sequência foi difícil de filmar, em parte devido às poucas horas de escuridão em Fort Macleod; o elenco e a equipe ensaiariam a partir das 21 até às 23h30 e filmaram por volta das 4h30. Mazin e Druckmann continuaram adicionando elementos menores ao cenário até nos últimos minutos antes das filmagens começarem. O momento da queda do avião foi feito ao piscar luzes poderosas em frente a câmera no intuito de simular o efeito de uma explosão. Os atores e a equipe foram instruídos a não olhar diretamente para as luzes para evitar danos à visão. Parker disse que sentiu-se imersiva e assustada ao filmar a cena de perseguição devido ao uso de efeitos práticos, permitindo que ela reagisse em tempo real.:1:22
A produção retornou para High River na noite de 29 de julho, antes de se mudar para Calgary em agosto. Três blocos foram construídos ao longo de vários meses perto do Stampede Park para uso na produção, recriando uma zona de quarentena em Boston. O trabalho de Balagov no programa foi concluído em 30 de agosto; mais tarde, ele abandonou o projeto completamente devido a diferenças criativas. A equipe recebeu um orçamento para refazer as cenas do episódio; as adições incluíram Tommy no café da manhã e a ligação para Joel da prisão à noite, as quais os roteiristas sentiram que permitiu uma melhor compreensão do personagem.

## Recepção

### Transmissão e audiência
Embora a série tenha sido originalmente planejada para começar a ser exibida em 2022, o diretor de conteúdo da HBO e HBO Max, Casey Bloys, negou a informação em fevereiro de 2022 e esclareceu que começaria em 2023. Após vazamentos da Sky e da HBO Max, em 2 de novembro, a HBO anunciou que a série estrearia nos Estados Unidos em 15 de janeiro de 2023. O primeiro episódio teve sua estreia mundial no tapete vermelho em Westwood, Califórnia, em 9 de janeiro, seguido por exibições de cinema em Budapeste e Sydney em 11 de janeiro e na cidade de Nova Iorque em 12 de janeiro. O episódio foi visto por 4,7 milhões de espectadores nos Estados Unidos em sua noite de estreia, incluindo tanto a audiência linear quanto a de streaming através da HBO Max, tornando-se a segunda maior estreia da HBO desde 2010 atrás de House of the Dragon. Dois dias depois, esse número aumentou para mais de 10 milhões de espectadores. Na televisão linear, o episódio foi assistido por 588 000 espectadores na estreia e registrou um índice de 0,17 de participação de audiência. Na América Latina, o episódio foi a maior estreia de todos os tempos na HBO Max.

### Resposta da crítica
O episódio teve uma taxa de aprovação de 100% no agregador de críticas Rotten Tomatoes baseando-se em 29 avaliações, e deteve uma classificação média de 8.9 de 10. O consenso crítico do site descreveu o episódio como "uma estreia assustadora que se beneficia imensamente da contribuição cativante de Nico Parker". Os críticos elogiaram a atuação do elenco, destacando a de Pascal, Ramsey, Torv e Parker. Mark Delaney da GameSpot disse que a performance de Pascal no episódio o fez chorar duas vezes e elogiou sua capacidade de retratar os diferentes lados de Joel. Aaron Bayne da Push Square notou que a performance de Pascal refletia o tormento de Joel sem diálogo, e Bernard Boo do Den of Geek sentiu que Torv combinou com a nuance da performance de Pascal. David Smith da Kotaku Australia chamou Ramsey de "talvez o maior triunfo do piloto", especialmente em suas cenas com Pascal, e elogiou a atuação de Torv como Tess. Alan Sepinwall da Rolling Stone elogiou a performance de Parker por "segurar a tela" e estabelecer Sarah como agradável, e escreveu que a performance de Hannah "vende o medo inato" da infecção. Bernard do Den of Geek sentiu que cada ator "trouxe sua própria visão do material".
Julian Roman do MovieWeb elogiou a escrita de Mazin e Druckmann no ato de abertura do episódio, particularmente devido à intensidade concedida pela perspectiva de Sarah. Bernard do Den of Geek achou que a cena de abertura contextualizou a narrativa de maneira significativa; Steve Greene da IndieWire chamou isso de "uma parte hábil do enquadramento da TV" para deixar o espectador confiante e ansioso, embora tenha achado que alguns momentos da apressada construção do mundo foram estranhos. Simon Cardy da IGN também considerou algumas introduções apressadas, mas gostou do ritmo do episódio. Bradley Russell da GamesRadar+ escreveu que a segunda metade "parece um piloto mais seguro" em comparação com a implacável primeira metade. Daniel D'Addario da Variety comparou o episódio com a minissérie Chernobyl de Mazin e escreveu que ele apresentou seu dom "para demonstrar a quebra de processos". Bayne da Push Square achou o episódio imersivo e emocionante, apesar de sua familiaridade com a história. Dais Johnston da Inverse sentiu que a expansão do prólogo do jogo permitiu que os espectadores tivessem mais empatia por Sarah.
Vários críticos elogiaram a direção de Mazin e a direção de fotografia de Sereda; Russell da GamesRadar+ observou que o trabalho de câmera da perspectiva de Sarah enfatizava o "tom sufocante" da narrativa. Cardy da IGN comparou o trabalho de câmera ao jogo eletrônico e aplaudiu seu uso para enquadrar o ponto de vista de Sarah. Por outro lado, Valerie Ettenhofer da /Film considerou o episódio o mais fraco da temporada, observando que as trocas de diretor ocasionaram em falta de coesão e a instabilidade das filmagens manuais diminuíram o impacto da introdução do mundo. Greene da IndieWire observou que a técnica de Mazin de contar histórias em segundo plano efetivamente aumentava a tensão. Daniel Fienberg do The Hollywood Reporter chamou o episódio de "profissionalmente bem feito", mas também achou "muito familiar para [seu] tempo de execução se sustentar", observando que falhou em refletir a importância do jogo eletrônico para novos públicos. Do mesmo modo, Alan Sepinwall da Rolling Stone, que não jogou o jogo, ecoou esse sentimento, no entanto ele disse que o episódio teve "alguns momentos angustiantes" e sentiu que melhorou quando Mazin parou de tentar imitar a linguagem visual do jogo. Bernard do Den of Geek elogiou o design da produção por sua autenticidade ao jogo. Russell do GamesRadar+ escreveu que a trilha sonora foi usada para "intensificar, mas nunca dominar, as ... batidas emocionais".